# 島田金谷インターチェンジ
島田金谷インターチェンジ（しまだかなやインターチェンジ）は、静岡県島田市横岡新田にある新東名高速道路のインターチェンジである。
将来的には、金谷御前崎連絡道路と接続する予定。

## 歴史
- 2011年（平成23年）8月26日：当ICの名称が「金谷IC（仮称）」から「島田金谷IC」で正式決定[1][2]。
- 2012年（平成24年）4月14日：御殿場JCT - 三ヶ日JCT間開通に伴い、供用開始[3]。

## 周辺
- KADODE OOIGAWA
- 門出駅（大井川鐵道・大井川本線）
- 五和郵便局
- ハラダ製茶 金谷工場
- 国道1号島田金谷バイパス
- 島田市役所 金谷庁舎（旧・金谷町役場）

### 大井川に沿って点在する観光地
- 道の駅川根温泉
- 道の駅フォーレなかかわね茶茗舘
- 道の駅奥大井音戯の郷
- 寸又峡温泉
- 長島ダム
- 井川湖

## 接続する道路
- 国道473号

## 料金所
- ブース数：7

### 入口
- ブース数：3
  - ETC専用：1
  - ETC/一般：1
  - 一般：1

### 出口
- ブース数：4
  - ETC専用：2
  - ETC/一般（精算機）：1
  - 一般（精算機）：1

## 隣
E1A 新東名高速道路
(11) 藤枝岡部IC - 藤枝PA - (12) 島田金谷IC - 掛川PA - (13) 森掛川IC